# Naßfeld-hágó
A Naßfeld-hágó vagy Nassfeld-hágó (németül: Naßfeldpaß, röviden Naßfeld, szlovénül: Mokrine, olaszul: Passo di Pramollo) a Karni-Alpokban levő magashegyi (nyeregszerű) hágó, 1530 mtszf magasságban, Ausztria és Olaszország közti államhatáron. Az ausztriai Gail-völgyet köti össze az észak-olaszországi Friuliban fekvő Kanaltal-lal (a tulajdonképpeni Tagliemento-völggyel). A hágót közrefogó hegyek: Gartnerkofel (2195), Rosskofel 2239) és a Trogkofel (2280 m). A Gartnerkofel nevezetességének számít, hogy ez az egyetlen – és védett – élőhelye a Kärtner Wulfenia nevű hegyvidéki virágnak.
A hágócsúcs ausztriai oldalán helyezkedik el Karintia legnagyobb és legjelentősebb hasonló nevű sísport-területe. A hágóterület ausztriai völgy-települése (Talort): a Hermagor-Presegger See önkormányzathoz (Gemeinde) tartozó Tröpolach (szlovénül: Tropolje), az olaszországi oldalon levő Kanaltal-nál Pontebba (németül: Pontafel, szlovénül: Pontabelj). Régóta tervezik, hogy a Nassfeld síterületet és az olaszországi Pontebba-oldalt sífelvonóval (sílifttel) kapcsolják össze.

## A hágó és hágóutak
Ez a hágó(út) már a 16. század óta a kalmár-kereskedelem számára kedvelt alternatív útvonalnak számított, a Saifnitzi-nyereg (Sella di Camporosso) és a Predil-hágó (Passo del Predil) mellett. Azonban – mivel a hágóut megfelelő rendszeres karbantartásával nem foglalkoztak, felújításáról megfeledkeztek, az út közlekedési nehézségei, hiányosságai miatt csupán málhásút jelentőségűvé vált. Tovább csökkentette a jelentőségét az is, amikor a Nassfeld-hágón útvám-állomást létesítettek. A Nassfeld-hágó(út) fontosságának és jelentőségének felújítása érdekében számos építési elképzelést terveztek, mint például Widman gróf által 1640-ben készítettek. Ez a terv is ugyanúgy, mint az utána következők, rövid életűnek bizonyultak. Ilyenek voltak például a 18. században készíttetett „Kreuzen-”, vagy a „Pass an den Lanzen-” tervek. Először azonban csak az 1915-18 között, az első világháború idején vált ismét fontossá a hágó, amikor a Plöcken-hágóhoz hasonlóan ez is háborús helyszínné változott, és a Nassfeld-hágót is hadiúttá építették ki. Erre az időre egy katonatemető emlékeztet Tröpolach községben, ahol mindkét oldal elesettjei nyugszanak.

## Általános jellemzés
Karintia négy déli hágója a Gail folyó völgyéből közelíthető meg. Ezeknek a hágóknak a történelem során az adott kiemelkedő jelentőséget, hogy a közép-ausztriai tartományok (Salzburg (tartomány), Karintia, Alsó- és Felső-Ausztria) számára ezek nyitottak kaput Róma, Velence, az adriai Trieszt, továbbá Dalmácia és a Nyugat-balkáni területek felé. Ezeken a hágókon már a római kortól élénk katonai, kereskedelmi és zarándok- (idegenforgalom) jellegű közlekedés bonyolódott.
A Naßfeld-hágó és hágóút napjainkban az olaszországi útszakasz korszerűsítetlen állapota miatt – mint távolsági közlekedési út – kevésbé ismert, ritkán használt. Az osztrák útszakasz viszont korszerűsített és a hágó szomszédságában levő Naßfeld elnevezésű üdülőtelepülés révén jelentős turistaforgalmat bonyolít le. A hágóút olaszországi szakasza a Tagliamento folyó völgyében halad Pontebbáig, majd Tolmezzóba és tovább, Udinébe vezet.

## A hágóhoz vezető osztrák útvonal

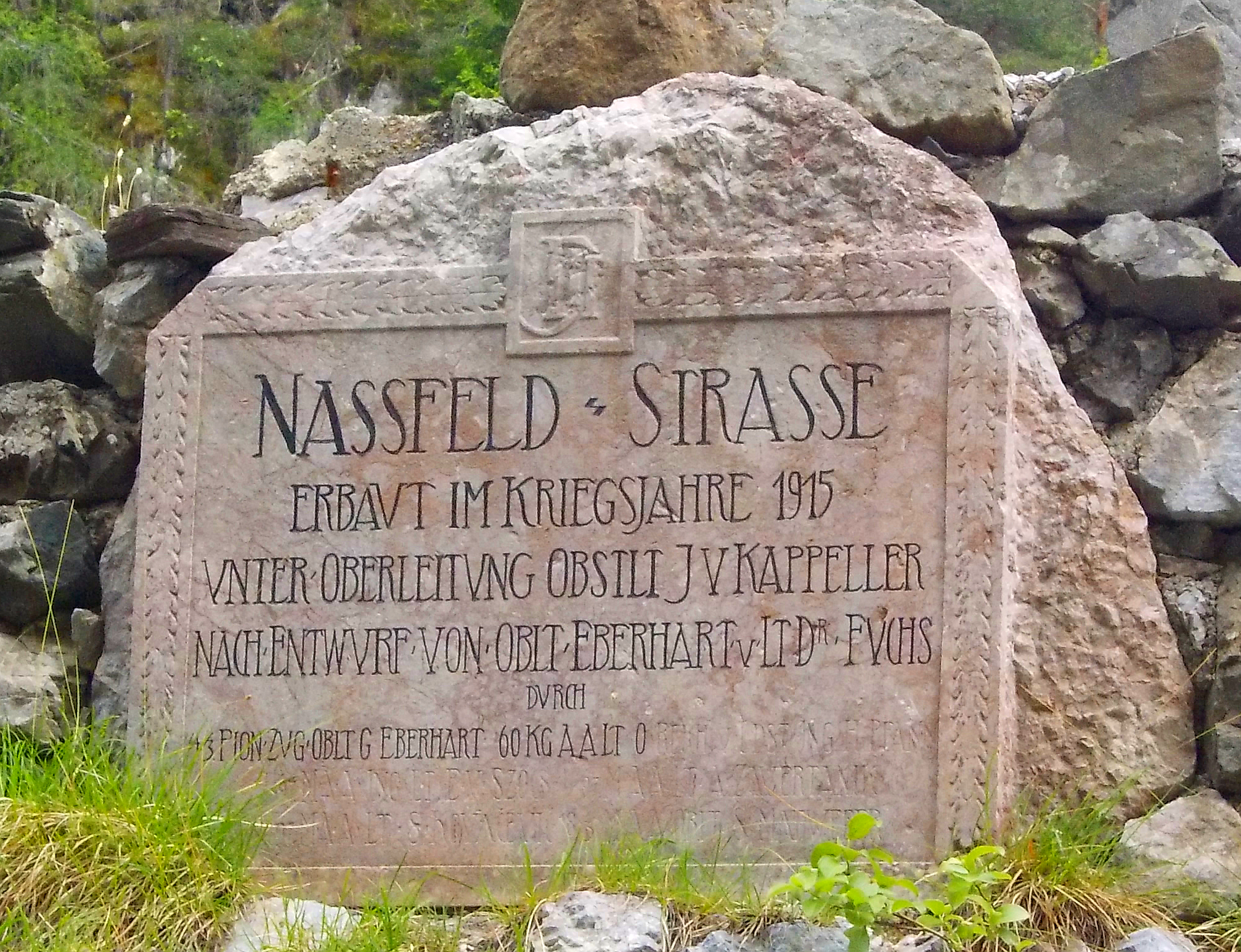
A hágó kiépítésének emlékműve

Hermagortól délre a Karni-Alpokon keresztül festői, szűk, kanyargós autóút vezet föl az olasz határra, amelyet 1552 m magasságban a hágón ér el.

## Látnivalók
A hágóról remek a kilátás, de még szebb a határon emelkedő s a hágótól nyugatra 4 óra járásnyira levő Rosskofel csúcsáról (2239 m): egészen az Adriáig ellátni tiszta időben!